# بلشون أغامي
بلشون أغامي (باللاتينية: Agamia agami) هو طير بلشون متوسط الحجم ينتشر في أمريكا الوسطى وأمريكا الجنوبية وينتشر المناطق الاستوائية والشبه استوائية والممتدة من المكسيك إلى حوض الأمازون في البرازيل وبوليفيا، يعتبر البلشون الأغامي من الأنواع المهددة بخطر الإنقراض الأدني. يتراوح طول هذا الطير ما بين 66-77 سم مع ريش يغطي كل رأسه وعنقه وعادة ما يكون جناحاه باللون الأخضر مع خط أبيض، يتواجد هذا الطير في المستنقعات ويتغذى على الأسماك والضفادع والحلزونات والزواحف.